# Leopardus narinensis
O Leopardus narinensis, também chamado de tigrina-vermelha, gato-de-Nariño e gato-de-Galeras pelos cientistas que o descobriram, é uma espécie putativa de pequeno felídeo selvagem do gênero Leopardus. Foi descrito em 2023, com base em uma única pele coletada em 1989.

## Etimologia
O epíteto específico narinensis refere-se ao Departamento de Nariño, no sul da Colômbia, onde a pele foi coletada. Os nomes comuns propostos "gato-de-Nariño" e "gato-de-Galeras" também se referem ao local onde foi encontrada (o vulcão Galeras, no Departamento de Nariño), enquanto "tigrina-vermelha" se refere à sua coloração marcadamente avermelhada.

## Características
O gato-de-galeras é, como outros tigrinos, um pequeno gato malhado, mas a cor base de sua pelagem é mais avermelhada do que em outros tigrinos. As rosetas são pretas, mas com uma coloração vermelha ainda mais intensa na parte interna. O topo da cabeça e a crista dorsal são mais escuros. O corpo é mais curto e robusto, e a cabeça é mais arredondada e larga, e o rosto mais achatado. A pelagem é mais densa e lanosa.